# David France

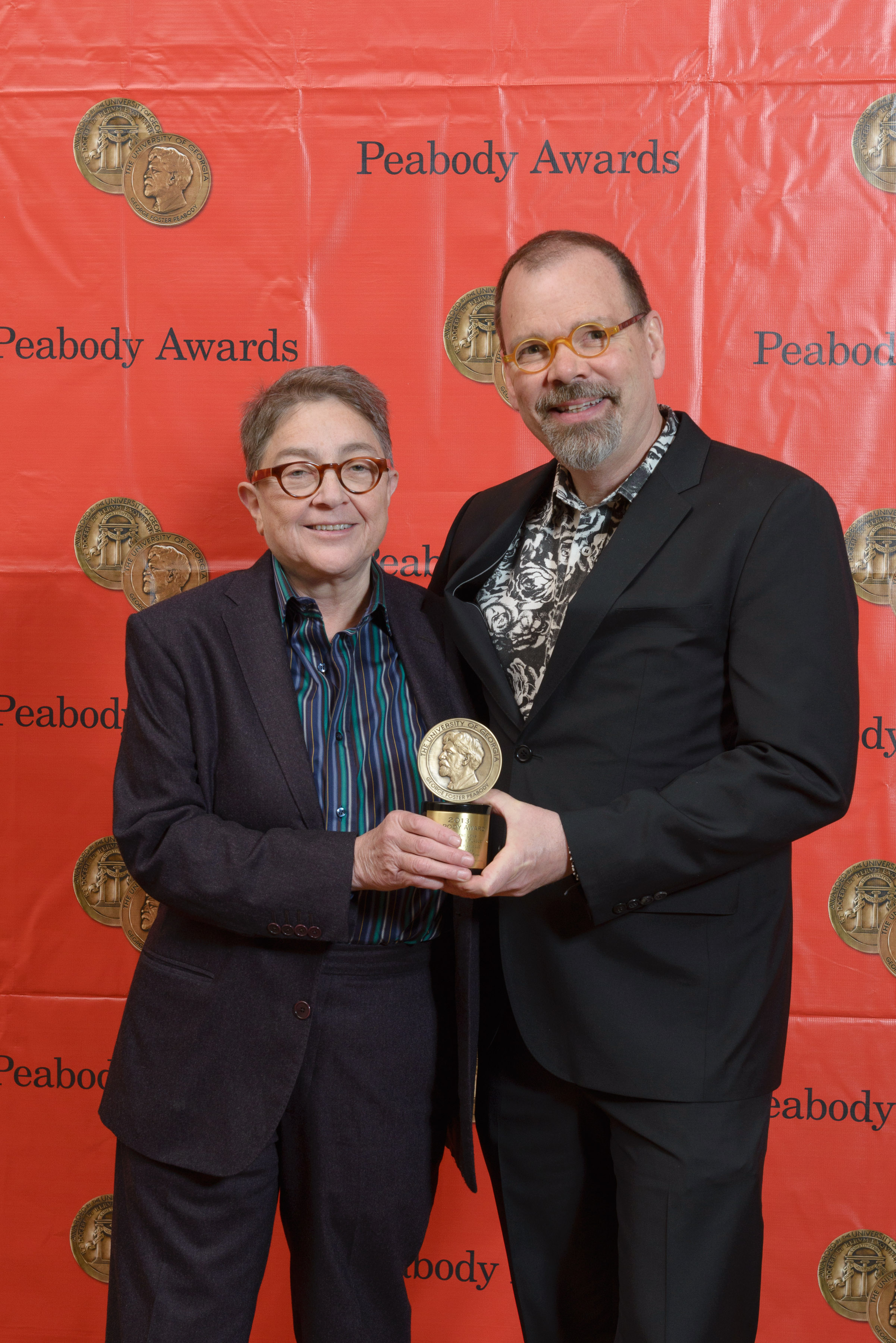
David France (rechts) mit Joy Tomchin

David France (* 1959 in den Vereinigten Staaten) ist ein US-amerikanischer Investigativjournalist, Sachbuchautor und Filmemacher.

## Leben

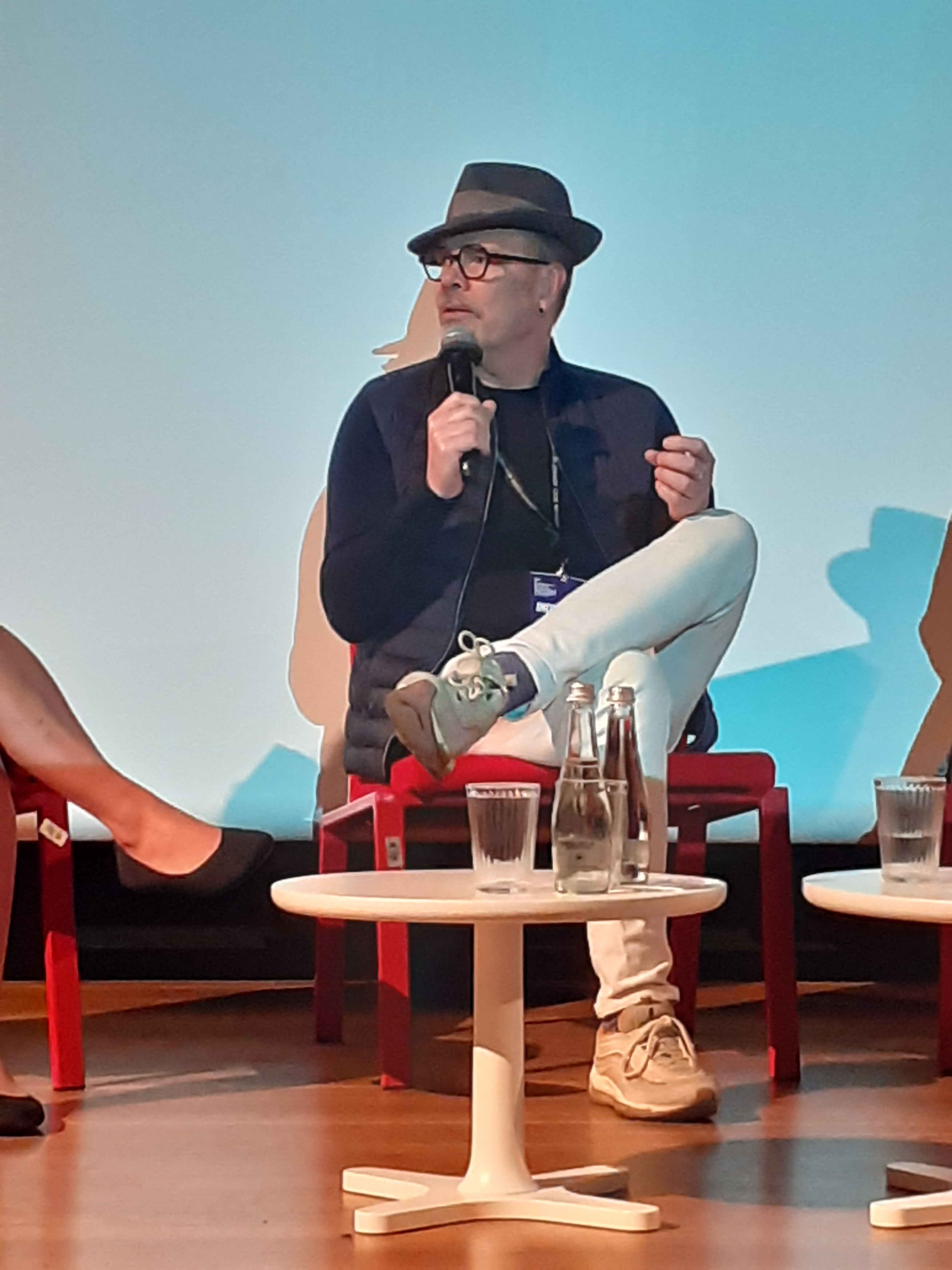
David France während der Debatte „Dokumentarkino ist nicht gleichgültig“ im Rahmen der 20. Ausgabe von Millennium Docs Against Gravity in Warschau im Jahr 2023.

France, der sich offen zu seiner Homosexualität bekennt, zog 1981 aus Kalamazoo, Michigan nach Manhattan in das East Village, um dort freier zu leben, als er dies in seiner Heimatstadt Anfang der 1980er konnte. Er begann als Journalist in der Schwulenszene zu arbeiten. France verfasste vor allem investigative Artikel über LBGT-Themen. In den 1980ern verbreitete sich das HI-Virus rapide in der Schwulengemeinde von New York und so begann France über das Thema zu recherchieren und Artikel zu schreiben. Insbesondere da sein langjähriger Partner Doug Gold 1991 an der Krankheit starb, beschäftigte ihn das Thema immer mehr. Er selbst blieb HIV-negativ.
Nachdem die ersten Retroviren in den 1990ern bekannt wurden, löste er sich etwas von dem Thema und begann als Journalist für die großen New Yorker Zeitschriften zu arbeiten. So schrieb er als Redakteur unter anderem für das New York Magazine und Newsweek. Journalistische Arbeiten erschienen unter anderem im New Yorker, in der New York Times, im Rolling Stone und in der GQ. 1992 erschien sein erstes Sachbuch Bag of Toys. Das Buch behandelt den sogenannten „Death Mask Murder“, einen Fall, der sich in einem S&M-Dungeon des Galeristen Andrew Crispo zugetragen hat und bei dem ein Modestudent ermordet wurde. Der Fall wurde nie aufgeklärt. 2005 folgte Our Fathers: The Secret Life of the Catholic Church in an Age of Scandal, der sich mit Missbrauchsvorwürfen in der katholischen Kirche der Vereinigten Staaten auseinandersetzt und seinen Fokus auf die Verschleierung durch den Vatikan setzt. 2006 veröffentlichte er zusammen mit Jim McGreevey das Buch The Confession. In diesem Buch beschreibt der ehemalige Gouverneur von New Jersey die Kämpfe mit und um seine sexuelle Identität. Der aus einem streng katholischen Elternhaus stammende Politiker outete sich 2004 in seiner Rücktrittsrede.
2009 begann er den Dokumentarfilm How to Survive a Plague zu drehen, der  von der Anfangszeit des HI-Virus und der Lobbyarbeit der Organisation Act Up handelt. Der Film wurde 2012 veröffentlicht und ein großer Erfolg bei den Kritikern. So gewann er bei den Gotham Independent Film Awards einen Preis als Bester Dokumentarfilm und wurde ebenfalls von der Boston Society of Film Critics ausgezeichnet. Nominiert war der Film auch bei den Independent Spirit Awards 2012 und bei der Oscarverleihung 2013. 2016 erschien das gleichnamige Buch, das 2017 mit dem Lambda Literary Award in der Kategorie LGBT Nonfiction sowie mit dem Baillie Gifford Prize for Non-Fiction ausgezeichnet wurde.

## Werke
- Bag Toys: Sex, Scandal, and the Death Mask Murder. New York: Grand Central Publishing 1992. ISBN 978-0-446-51606-8
- Our Fathers: The Secret Life of the Catholic Church in an Age of Scandal. New York: Broadway Books, 2004. ISBN 978-0767914307
- The Confession. Zusammen mit James McGreevey. New York : HarperLargePrint, 2006. ISBN 9780061145940
- How to Survive a Plague: The Inside Story of How Citizens and Science Tamed AIDS. Random House 2016. ISBN 9780307700636

## Filme
- 2012: How to Survive a Plague
- 2017: The Death and Life of Marsha P. Johnson
- 2020: Achtung Lebensgefahr! – LGBT in Tschetschenien (Welcome to Chechnya)
- 2022: How to Survive a Pandemic